# Estación Máximo Paz
Máximo Paz es una estación ferroviaria ubicada en la localidad homónima, en el partido de Cañuelas, Gran Buenos Aires, Argentina.

## Servicios
Es un centro de transferencia intermedio del servicio diésel metropolitano de la Línea General Roca que se presta las estaciones Ezeiza y  Cañuelas.

## Ubicación
Se encuentra en el límite de la zona urbana del Gran Buenos Aires.

## Diagrama
| Plataforma Este  |                                                                      |
| Vía 1            | Trenes a Cañuelas provenientes de Ezeiza (próxima Vicente Casares)   |
| Vía 2            | Trenes a Ezeiza provenientes de Cañuelas (próxima Carlos Spegazzini) |
| Plataforma Oeste |                                                                      |